# 熱血経済スペシャル 俺たちの!突破宣言
熱血経済スペシャル 俺たちの!突破宣言（ねっけつけいざい - おれたちのとっぱせんげん）は、テレビ東京で2006年1月21日16:00~17:15(JST)に放送された討論形式の特別番組。
日本経済を担う40歳未満の若者をドキュメンタリーで追跡、「働く」「ネット社会の未来」をテーマにスタジオで討論する。

## 放送リスト
1. 27歳バイヤー流行をつかみ取れ（ハニーズ）
2. ブログで客を取り戻せ!老舗の挑戦（三越）
3. 元フリーター!日本酒で再起を賭けろ（醸し人九平次）

## 司会
- 宮崎哲弥
- 佐々木明子アナウンサー

## ゲスト
- 河相我聞
- 吉岡忍(ノンフィクション作家)
- 松原聡(東洋大学教授)
- 山田まりや
- 岡野雅行（岡野工業代表）
- 奥谷禮子（ザ・アール社長）

他、1965年前後生まれの若者たち